# Ferdinando
Ferdinando  è un nome proprio di persona italiano maschile.

## Varianti
- Maschili: Fernando[1][4][5], Ferrando[1][4], Ferrante[4]
  - Alterati: Fernandino
  - Ipocoristici: Ferdi[4], Nando[4][6]
- Femminili: Ferdinanda[1][4][7], Fernanda[4][5][7], Ferranda[4]
  - Ipocoristici: Nanda[6]

### Varianti in altre lingue
- Asturiano: Fernán[8]
- Basco: Erlantz[8], Errando[8], Perrando[8]
- Bulgaro: Фердинанд (Ferdinand)
- Catalano: Ferran[2][3][8], Ferdinand[8]
- Ceco: Ferdinand[2]
- Croato: Ferdinand
- Esperanto: Ferdinando
- Finlandese: Ferdinand[2]
  - Ipocoristici: Veeti[2], Vertti[2]
- Francese: Ferdinand[2], Fernand[2], Ferrand[3]
  - Femminili: Fernande[7]
- Galiziano: Fernán[8]

- Inglese: Ferdinand[2]
  - Ipocoristici: Ferdy[2][3], Ferdie[2], Fardy[3]
- Latino: Ferdinandus[1], Fernandus[5][9], Fredenandus[4][5][9], Frenandus[5][9]
  - Femminili: Ferdinanda[1]
- Leonese: Fernandu
  - Ipocoristici: Nandu
- Lituano: Ferdinandas
- Medio inglese: Ferrand[3]
- Olandese: Ferdinand[2]
  - Ipocoristici: Ferdi[2]
- Polacco: Ferdynand[2]
- Portoghese: Fernão[2][3], Fernando[2]
  - Femminili: Fernanda[7]

- Romeno: Ferdinand
- Russo: Фердинанд (Ferdinand)
- Slovacco: Ferdinand
- Sloveno: Ferdinand[2]
- Spagnolo: Fernando[2][3][8], Hernando[2][3], Ferdinando[3][8]
  - Ipocoristici: Fernán[3][8], Hernán[2][3], Nando[2]
  - Femminili: Fernanda[7]
- Svedese: Ferdinand
- Tedesco: Ferdinand[2]
  - Ipocoristici: Ferdi[2]
  - Femminili: Ferdinanda[7]
- Ungherese: Ferdinánd[2]
  - Ipocoristici: Nándor[2]

## Origine e diffusione
Si tratta di un nome di origine germanica, per la precisione gotica, composto da due elementi: mentre il secondo è identificato unanimemente in nanth (o nanþ, nanð "coraggioso", "audace"), sul primo vi è un certo dissenso, e viene indicato come fart (o farði, "viaggio", quindi la forma germanica sarebbe Ferdinand), frithu ("pace", quindi Fridinand, Frithunand o Frithunanths, interpretabile come "coraggioso nella pace", "coraggioso nel sostenere la pace"), frad ("intelligenza") oppure heri (o hari, "esercito", quindi Herinand), ma secondo Förstemann è il primo dei quattro quello più plausibile, sebbene anche frithu e hari godano di un certo favore.
Introdotto dai Visigoti nella penisola iberica, venne adottato dalle famiglie reali di Spagna e Portogallo e, conseguentemente, dagli Asburgo, diffondendosi in Italia sia per il prestigio di vari sovrani che per la presenza degli stessi spagnoli nella penisola. Per quanto riguarda il suo uso in Inghilterra, è dapprima attestato in periodo medievale con la forma francese Ferrand, e poi dal XVI secolo come Ferdinand, e nello stesso periodo l'aristocrazia inglese cominciò ad usare la forma spagnola Ferdinando, introdotta da Filippo II; nella vicina Irlanda, Ferdinand cominciò ad essere usato per "anglicizzare" il nome Feardorcha.
Il nome italiano Ernani viene talvolta ricondotto a Hernán, un ipocoristico spagnolo di Ferdinando.

## Onomastico
L'onomastico si festeggia in genere il 30 maggio in memoria di san Ferdinando III, re di Castiglia e di León, patrono della Spagna. Con questo nome si ricordano diversi altri santi e beati, alle date seguenti:
- 12 aprile, san Ferdinando da Portalegre, mercedario e martirizzato con sant'Eleuterio de Platea nel Mediterraneo da pirati saraceni[12]
- 1º giugno, beato Ferdinando di San Giuseppe de Ayala, religioso agostiniano martire a Ōmura[12]
- 15 giugno, beato Ferdinando (o Fernando) d'Aviz, detto il Costante o il Santo, principe del Portogallo[12]
- 27 giugno, san Ferdinando d'Aragona, vescovo di Caiazzo[12]
- 13 luglio, beato Ferdinando Maria Baccilieri, sacerdote e fondatore delle Suore serve di Maria di Galeazza[12]
- 1º ottobre, beato Ferdinando di Salcedo (o Fernando o Hernando), religioso francescano, martire ad Haiti[12]

## Persone

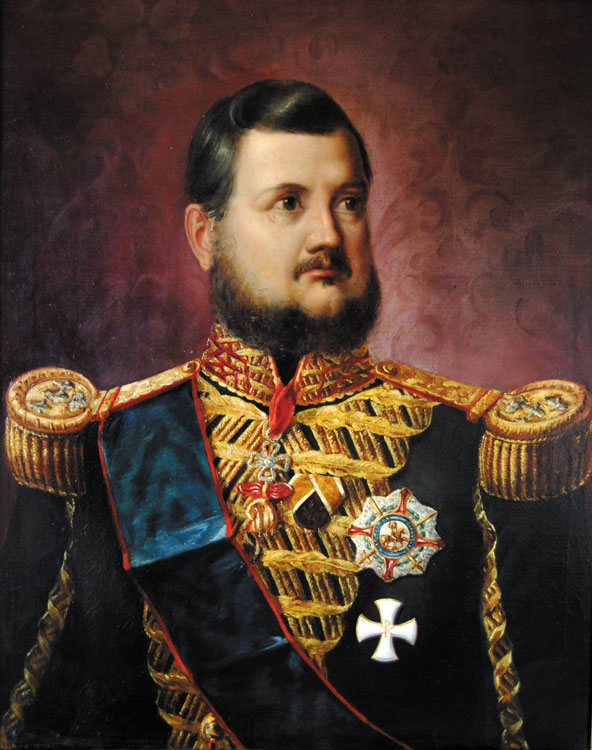
Ferdinando II delle Due Sicilie

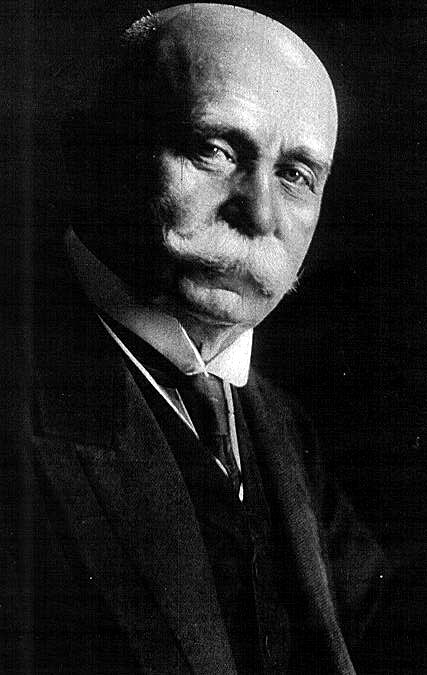
Ferdinand von Zeppelin

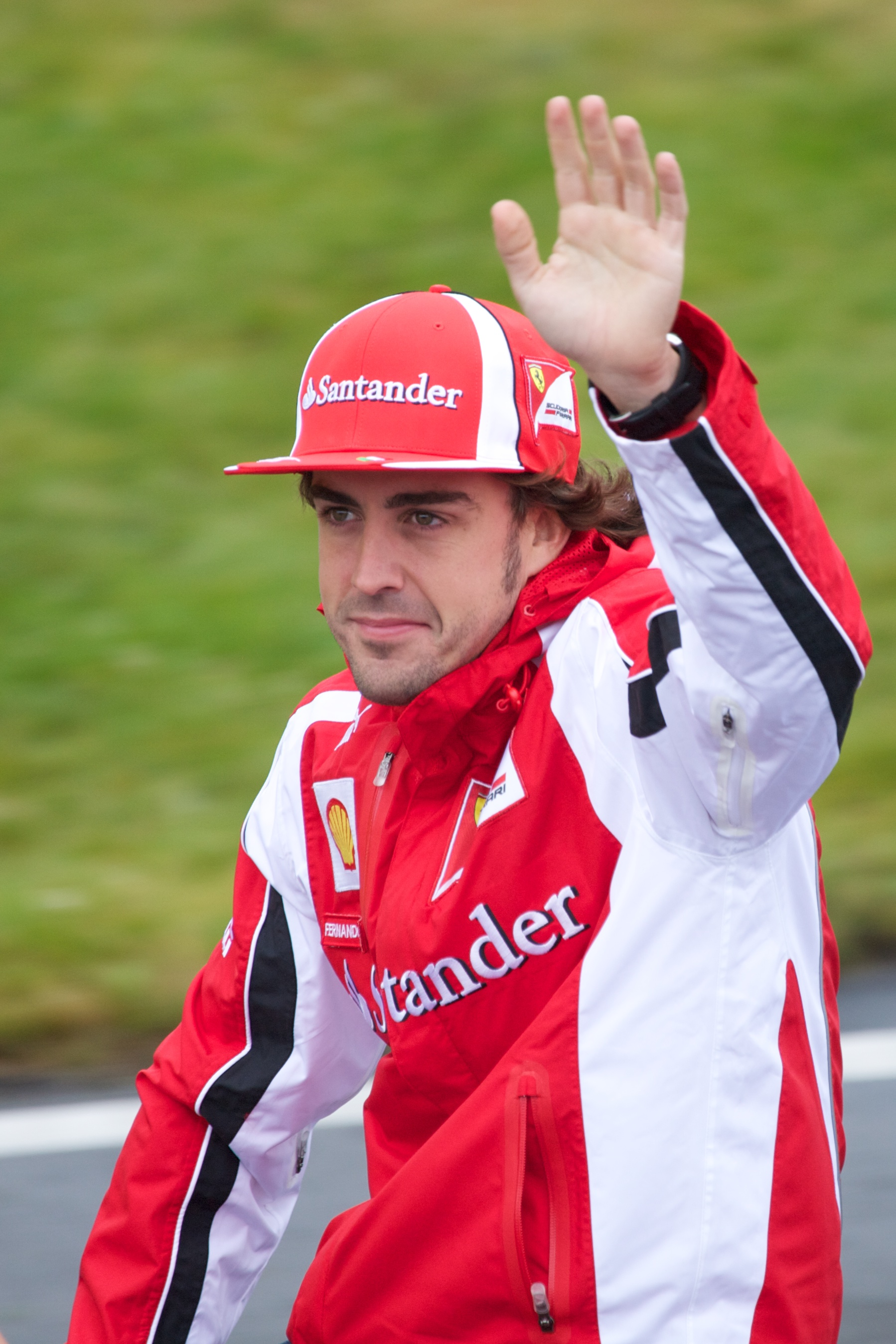
Fernando Alonso

Fernand de Langle de Cary

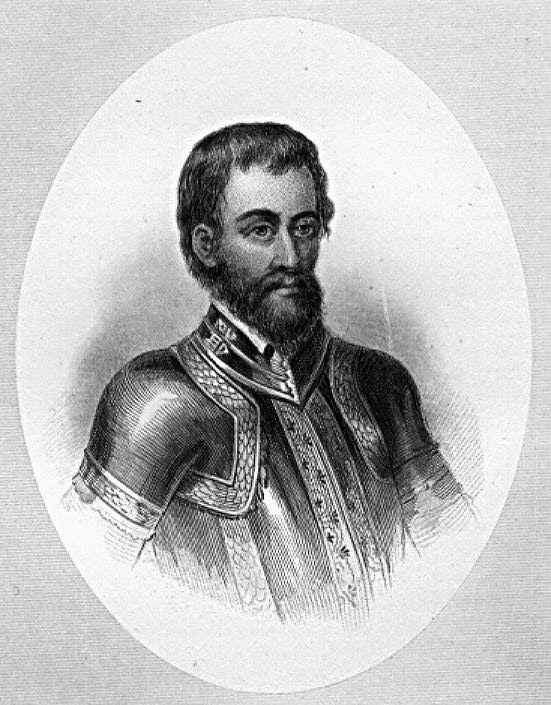
Hernando de Soto

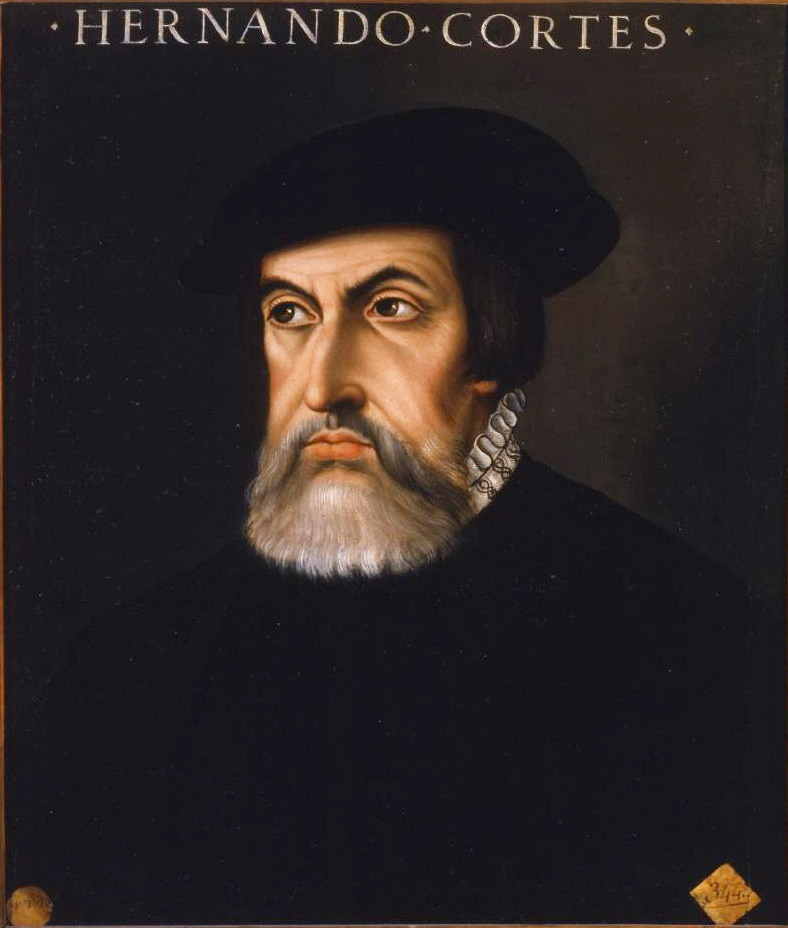
Hernán Cortés

- Ferdinando I di Aragona, re di Aragona, Valencia, Sardegna, Maiorca e Sicilia
- Ferdinando II di Aragona, re di Aragona, Valencia, Sardegna, Maiorca e Sicilia
- Ferdinando I d'Asburgo, Imperatore del Sacro Romano Impero e sovrano di Boemia e Ungheria
- Ferdinando II d'Asburgo, Imperatore del Sacro Romano Impero e sovrano di Boemia e Ungheria
- Ferdinando I di Bulgaria, Zar di Bulgaria
- Ferdinando III di Castiglia, Re di Castiglia e León
- Ferdinando I delle Due Sicilie, Re delle Due Sicilie
- Ferdinando II delle Due Sicilie, Re delle Due Sicilie
- Ferdinando I di León, re consorte di León
- Ferdinando Fontana, commediografo e librettista italiano
- Ferdinando Imposimato, magistrato, politico e avvocato italiano
- Ferdinando Magellano, esploratore e navigatore portoghese

### Variante Ferdinand
- Louis-Ferdinand Céline, scrittore, saggista e medico francese
- Ferdinand de Lesseps, diplomatico e imprenditore francese
- Ferdinand de Saussure, linguista e semiologo svizzero
- Ferdinand Gregorovius, storico e medievista tedesco
- Ferdinand Hodler, pittore svizzero
- Ferdinand Marcos, politico e dittatore filippino
- Ferdinand Piëch, imprenditore austriaco
- Ferdinand Porsche, ingegnere e imprenditore austriaco
- Ferdinand von Zeppelin, generale e ingegnere tedesco

### Variante Fernando
- Fernando Alonso, pilota automobilistico spagnolo
- Fernando Botero, pittore e scultore colombiano
- Fernando Botero Zea, economista, politico e imprenditore colombiano-messicano
- Fernando Francesco d'Avalos, condottiero italiano
- Fernando Llorente, calciatore spagnolo
- Fernando Pessoa, poeta, scrittore e aforista portoghese
- Fernando Sor, chitarrista e compositore spagnolo
- Fernando Tambroni, politico italiano
- Fernando Torres, calciatore spagnolo

### Variante Fernand
- Fernand Braudel, storico francese
- Fernand Crommelynck, drammaturgo e attore belga
- Fernand de Langle de Cary, generale francese
- Fernand de La Tombelle, organista e compositore francese
- Fernand de Montessus de Ballore, geofisico francese
- Fernand Feyaerts, pallanuotista e nuotatore belga
- Fernand Gravey, attore belga naturalizzato francese
- Fernand Khnopff, pittore belga
- Fernand Pelez, pittore francese

### Variante Hernando
- Hernando Arias de Saavedra, militare e politico spagnolo
- Hernando Calvo Ospina, giornalista e scrittore colombiano
- Hernando de Acuña, poeta spagnolo
- Hernando de Alarcón, esploratore spagnolo
- Hernando de Escalante Fontaneda, esploratore, scrittore e storico spagnolo
- Hernando de Lerma, conquistador, politico e avvocato spagnolo
- Hernando de Soto, navigatore e conquistador spagnolo
- Hernando de Soto, economista peruviano
- Hernando Pizarro, conquistador spagnolo

### Variante Hernán
- Hernán Cortés, condottiero spagnolo
- Hernán Crespo, calciatore argentino
- Hernán Díaz, calciatore argentino
- Hernán Losada, calciatore argentino
- Hernán Pérez, calciatore paraguaiano

### Variante Fernão
- Fernão do Pó, navigatore ed esploratore portoghese
- Fernão Lopes, cronista portoghese
- Fernão Mendes Pinto, esploratore e scrittore portoghese
- Fernão Nunes, mercante e viaggiatore portoghese
- Fernão Vaz Dourado, cartografo portoghese

### Variante Nando
- Nando dalla Chiesa, scrittore, sociologo e politico italiano
- Nando Gazzolo, attore e doppiatore italiano
- Nando Martellini, giornalista e cronista italiano
- Nando Sanvito, giornalista italiano

### Altre varianti maschili
- Fernán Mirás, attore argentino
- Ferdynand Ossendowski, scrittore, giornalista, esploratore e attivista polacco

### Variante femminile Fernanda

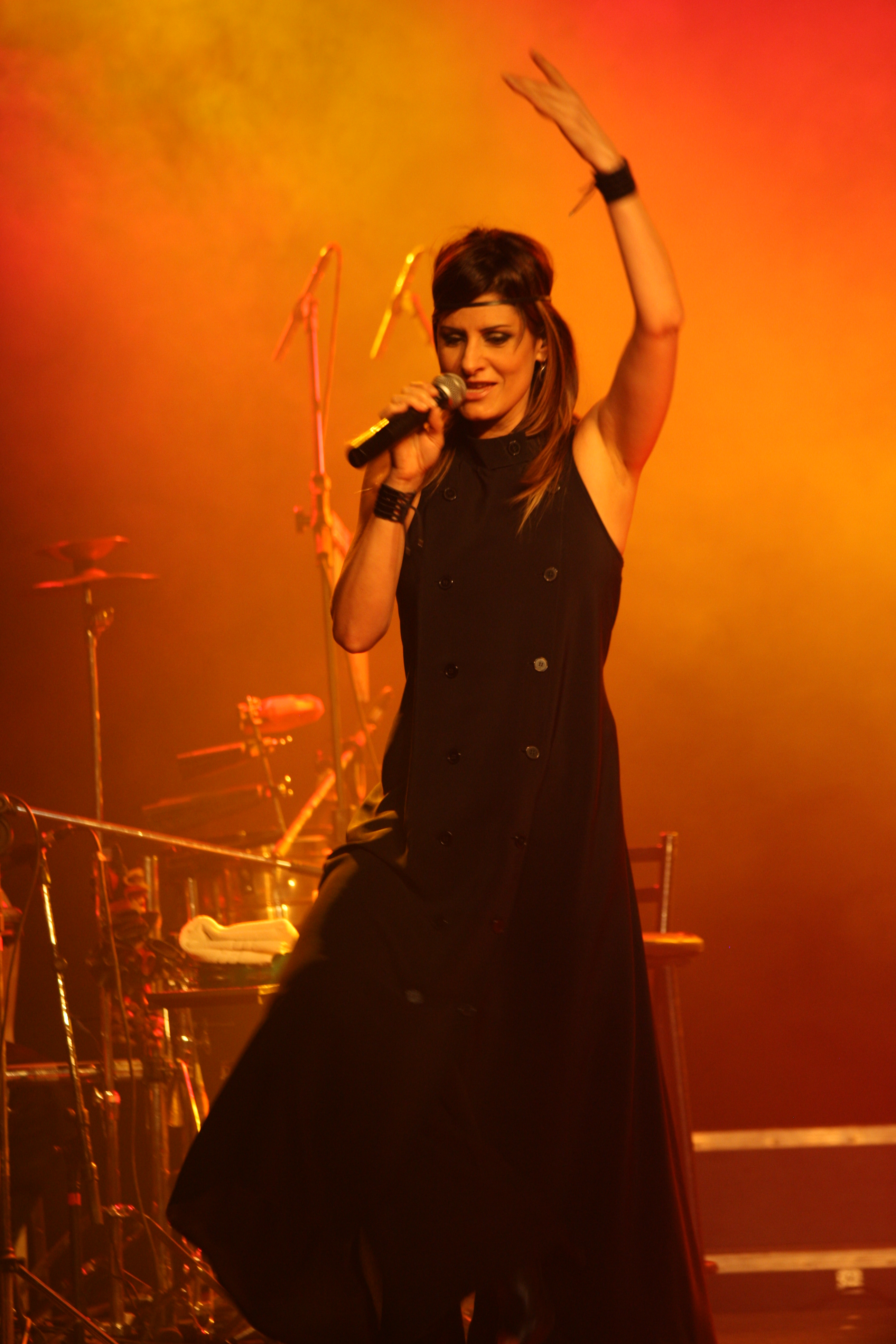
Fernanda Abreu

- Fernanda Abreu, cantante e compositrice brasiliana
- Fernanda Alves, modella portoghese
- Fernanda Contri, giurista, magistrato e politica italiana
- Fernanda Garay, pallavolista brasiliana
- Fernanda Gattinoni, stilista italiana
- Fernanda Lima, modella, attrice e conduttrice televisiva brasiliana
- Fernanda Montenegro, attrice brasiliana
- Fernanda Pivano, traduttrice, scrittrice, giornalista e critica musicale italiana
- Fernanda Romagnoli, poetessa italiana
- Fernanda Tavares, modella brasiliana
- Fernanda Wittgens, insegnante e funzionaria italiana

## Il nome nelle arti
- Ferdinando è un personaggio del dramma di William Shakespeare La tempesta.
- Ferdinando è un personaggio della tragedia di John Webster La duchessa di Amalfi.
- Ferdinando è un personaggio dell'omonima commedia di Annibale Ruccello.
- Ferdinando Quagliuolo è un personaggio della commedia di Eduardo De Filippo Non ti pago!.
- Fernando è un personaggio dell'opera lirica di Vincenzo Bellini Bianca e Fernando.
- Nando è un personaggio della serie animata dei Pokémon.
- Ferdinando Esposito è un personaggio del film del 1951 Guardie e ladri, diretto da Mario Monicelli e Steno.
- Fernando Rivoli è un personaggio del film del 1952 Lo sceicco bianco, diretto da Federico Fellini.
- Nando Mericoni è un personaggio del film del 1954 Un americano a Roma, diretto da Steno.
- Ferdinando Cefalù è un personaggio del film del 1961 Divorzio all'italiana, diretto da Pietro Germi.
- Nando Tazza è un personaggio sempre presente nella trilogia dei film "musicarelli in caserma" con Gianni Morandi (In ginocchio da te, Non son degno di te e Se non avessi più te).
- Ferdinand Rieche è un personaggio del film del 1976 Ferdinando il duro, diretto da Alexander Kluge.
- Ferdinando Trao è un personaggio del romanzo di Giovanni Verga Mastro-don Gesualdo.
- Ferdinanda e Ferdinando Uzeda sono due personaggi (rispettivamente zia e nipote) del romanzo di Federico De Roberto I Viceré.
- Fernanda del Carpio è un personaggio del romanzo di Gabriel García Márquez Cent'anni di solitudine.
- Fernando è una canzone degli ABBA, incisa come singolo nel 1976.
- Nando Discoteca, meglio nota come Anvedi come balla Nando è una canzone incisa in origine dal duo Saverio e Lele nel 1978, poi ripresa molti anni dopo da Teo Mammucari nel 2004.
- Ferdinando è il titolo di una serie a fumetti dell'autore danese Mik.

## Toponimi
- Ferdinando è il satellite naturale più esterno di Urano, il cui nome è ripreso dal personaggio shakespeariano.